# Osmia mediana
Osmia mediana är en biart som beskrevs av Engel 2006. Osmia mediana ingår i släktet murarbin, och familjen buksamlarbin. Inga underarter finns listade i Catalogue of Life.